# Salvatore Nicosia (atleta)
Salvatore Nicosia (Motta Sant'Anastasia, 8 marzo 1963) è un ex maratoneta e mezzofondista italiano.

## Biografia
Salvatore Nicosia iniziò a praticare l'atletica leggera a Catania dato che a Motta Sant'Anastasia non esisteva una pista di atletica leggera. Successivamente, nel 1982, si trasferì a Ostia nelle Fiamme Gialle con la maglia delle quali ottenne i suoi maggiori successi.
Iniziò con il mezzofondo, correndo le gare dagli 800 metri ai 10 000 metri, e verso la fine della carriera agonistica si specializzò nella maratona.
Nel corso della carriera mise assieme tredici presenze nella Nazionale italiana di atletica leggera.
Fra i suoi migliori risultati: medaglia d'oro sulla maratona ai Campionati mondiali militari a Ostia (Roma) 1986, 
una medaglia d'oro alla Coppa del mondo di maratona a squadre del 1987 a Seul, quale componente della squadra italiana, e la medaglia d'argento nella maratona all'Universiade di Kōbe nel 1985.
Continuò poi ottenendo il titolo italiano di maratona nel 1994 a Cesano Boscone e quello per atleti Master 45 nel 2009 a Treviso.

## Palmarès
| Anno | Manifestazione | Sede | Evento   | Risultato | Prestazione | Note |
| ---- | -------------- | ---- | -------- | --------- | ----------- | ---- |
| 1985 | Universiade    | Kōbe | Maratona | Argento   | 2h21'09"    |      |

## Campionati nazionali
Salvatore Nicosia vinse due titoli ai campionati italiani.
- 10 000 metri (1985)
- Maratona (1994)

1985
- Oro ai campionati italiani assoluti, 10000 m

1986
- Bronzo ai campionati italiani assoluti, 10000 m piani - 28'50"69
- Bronzo ai campionati italiani di corsa campestre

1987
- Argento ai campionati italiani assoluti, 10000 m piani - 29'23"36
- 8º ai campionati italiani di corsa campestre

1994
- Oro ai campionati italiani di maratona - 2h16'22"

## Altre competizioni internazionali
1983
- 10º al Cross dell'Altopiano ( Clusone) - 37'01"

1984
- Oro alla Roma-Ostia ( Roma) - 1h25'04"
- 4º al Cross dell'Altopiano ( Clusone) - 29'17"

1985
- Oro al Giro podistico internazionale di Castelbuono ( Castelbuono)
- Argento al Trofeo Sant'Agata ( Catania)

1986
- Oro al Giro podistico internazionale di Castelbuono ( Castelbuono)

1987
- 15º alla Maratona di Fukuoka ( Fukuoka) - 2h14'45"
- Oro alla Roma-Ostia ( Roma) - 1h02'12"

1988
- 13º alla Maratona di New York ( New York) - 2h14'56"

1994
- Oro alla Maratona di Cesano Boscone ( Cesano Boscone) - 2h16'22"

1995
- 5º alla Maratona di Roma ( Roma) - 2h13'03"

2009
- 9º alla Maratona di Treviso ( Treviso) - 2h27'22"  Campione Italiano Master (M45)